# Hawk Cove
Hawk Cove é uma cidade localizada no estado norte-americano do Texas, no Condado de Hunt.

## Demografia
Segundo o censo norte-americano de 2000, a sua população era de 457 habitantes.
Em 2006, foi estimada uma população de 611, um aumento de 154 (33.7%).

## Geografia
De acordo com o United States Census Bureau tem uma área de
0,8 km², dos quais 0,8 km² cobertos por terra e 0,0 km² cobertos por água.

## Localidades na vizinhança
O diagrama seguinte representa as localidades num raio de 20 km ao redor de Hawk Cove.